# グリシン再取り込み阻害薬
グリシン再取り込み阻害薬（グリシンさいとりこみそがいやく、GRI）は、1つ以上のグリシントランスポーター(GlyT)を阻害することによって神経伝達物質であるグリシンの再取り込みを阻害する薬剤のこと。GRI の例には、選択的グリシントランスポーター1阻害薬であるイクレペルチン、 ビトペルチン、ORG-25935、サルコシン、および選択的グリシントランスポーター2阻害薬であるOrg 25543およびN-アラキドニルグリシンが含まれる。非選択的なグリシントランスポーター阻害薬には、アモキサピンやエタノールが含まれる。